# وسام راما
وسام راما الموقر ((بالتايلندية: เครื่องราชอิสริยาภรณ์อันมีศักดิ์รามาธิบดี)‏  تأسس في 22 يوليو 1918 من قبل الملك راما السادس ملك مملكة سيام (تايلاند الآن)، ليتم منحها لأولئك الذين قدموا خدمات عسكرية خاصة إما في سلام أو في زمن الحرب.

## الطبقات
يتكون الطلب من ست فئات:
| شريط | فصل                          | اسم | الترشيحات | ترتيب الأسبقية                           | شارة |
| ---- | ---------------------------- | --- | --------- | ---------------------------------------- | --- |
|      | قائد الفارس (الدرجة الأولى)  | เสนา ง คะ บ ดี "Senangapati" (RTGS : سينانجخابودي)                                                             | ส. ร.     | 7                                        | يتكون Insignia من قلادة، على وشاح أسود بزخرفة حمراء، تلبس فوق الكتف الأيمن حتى الفخذ الأيسر. أيضا نجمة، تلبس على صدره الأيسر. |
|      | قائد الفارس (الدرجة الثانية) | มหา โยธิน "مها يودهين" (RTGS : مها يوثين)                                                                      | ม. ร.     | 14                                       | يتكون Insignia من قلادة يتم ارتداؤها على طوق من الحرير. أيضا نجمة، تلبس على صدره الأيمن.                                      |
|      | قائد (الدرجة الثالثة)        | โยธิน "يودهين" (RTGS : يوثين)                                                                                  | ย. ร.     | 19                                       | يتكون Insignia من قلادة يتم ارتداؤها على طوق من الحرير.                                                                       |
|      | رفيق (الدرجة الرابعة)        | อัศวิน "أسفين" (RTGS : أتساوين)                                                                                 | อ. ร.     | 22                                       | يتكون Insignia من قلادة، يتم ارتداؤها على شريط من الحرير على الصدر الأيسر.                                                    |
|      | (الدرجة الخامسة)             | เหรียญ ราม มาลา เข็ม กล้า กลาง สมร عضو في "وسام راما لبسالة في العمل" (RTGS : ريان رام مالا كيم كلا كلانج سامون) | ร. ม. ก.  | أعلى وسام أعمال الشجاعة                  | يتكون Insignia من ميدالية فضية مع شريط.                                                                                       |
|      | (الدرجة السادسة)             | เหรียญ ราม มาลา عضو في "ميدالية راما" (RTGS : ريان رام مالا)                                                   | ร. ม.     | المركز الثاني من أعلى وسام أعمال الشجاعة | تتكون شارة من ميدالية فضية.                                                                                                   |

## المستلمون المحددون
- ساريت ثانارات نايت القائد الأعظم
- ثانوم كيتيكاتورن نايت القائد الكبير
- برافاس شاروساثين نايت القائد الكبير، قائد الفارس
- بريم تينسولانوندا نايت القائد الكبير، قائد الفارس
- قائد الفارس شافاليت يونغتشايوده
- أرثيت كاملانج إيك نايت القائد والقائد والرفيق
- Seripisut Temiyavet عضو «وسام راما لبسالة في العمل»
- سورايود شولانون عضو «ميدالية راما»
- برايوث تشان أو تشا عضو «وسام راما لبسالة في العمل»
- ثانساك باتيمابراكورن عضو في «وسام راما لبسالة في العمل»
- فرانسيسكو فرانكو نايت القائد الأعظم

## روابط خارجية
- وسام راما الموقر من سكرتارية مجلس الوزراء التايلاندي